# Distrito de Kenora
El Distrito de Kenora es un distrito y una división censal en la provincia de Ontario, Canadá, con su sede ubicada en la ciudad de Kenora.
En términos de superficie, el Distrito de Kenora es la división más extensa de Ontario, abarcando 407,213 kilómetros cuadrados, lo que representa el 38% del territorio total de la provincia. Para ponerlo en perspectiva, es más grande que Terranova y Labrador y apenas más pequeño que Suecia. Además, el Distrito de Kenora es notable por ser una región escasamente poblada, con una población total de menos de 70,000 habitantes según el último censo de 2021
El distrito se estableció en 1907 utilizando territorios que anteriormente pertenecían al distrito de Rainy River. La parte norte (ubicada al norte del río Albany) se incorporó a Ontario en 1912, habiendo sido transferida desde los Territorios del Noroeste. El Distrito Patricia, que se había separado como entidad independiente tras esta transferencia, se fusionó nuevamente con el Distrito de Kenora en 1937, a veces siendo referido como la Porción Patricia.

## Geografía
La dureza del clima en esta área se debe en gran medida a la influencia de las gélidas aguas de las bahías de Hudson y James. La mayor parte de la región se encuentra en la zona de taiga, que se caracteriza por presentar permafrost de manera discontinua. Sin embargo, en el extremo norte de la costa, existen áreas de tundra ártica con permafrost continuo. Destaca que este punto es el punto más al sur en el hemisferio norte donde se encuentra la línea circumpolar de permafrost continuo en cualquier continente.

## Demografía

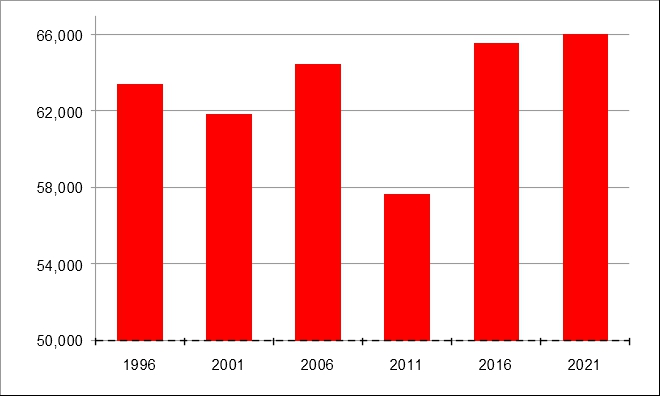
Evolución Demográfica de Kenora

## Economía
La mayoría de los habitantes se concentran en la región sur del distrito, donde las condiciones permiten cierta actividad agrícola, siendo el cultivo principal la cebada. En contraste, en el norte del distrito, fuera de las zonas de asentamientos mineros, predominan las actividades tradicionales nativas, como la caza y la pesca.

### Minería
En el área cercana al lago Minnehaha, se desató una fiebre del oro entre 1902 y 1909. Gold Rock, como asentamiento, atendió a 14 minas en la región, entre las que se encontraban Big Master, Laurentian, Detola y Elora. Según Barnes, en el Distrito de Kenora se extrajeron alrededor de 180,000 onzas de oro de 27 minas en el período entre 1880 y 1976, y se tenían registro de más de 331 depósitos de oro conocidos. Entre las minas más exitosas se incluyen Bully Boy, Cameron Island, Champion, Combined, Cornucopia, Gold Hill, Golden Horn, Kenricia, Mikado, Oliver, Olympia, Ophyr, Regina, Scramble, Severn, Stella, Sultana, Treasure y Wendigo.
En la actualidad, la actividad minera en el norte del Distrito de Kenora es de gran importancia, albergando algunas de las reservas de uranio más grandes y de mayor calidad a nivel mundial, así como importantes productores de níquel.